# Téo Calvet
Téo Calvet es un piloto francés de automovilismo que compite en la modalidad de carreras de camiones. A lo largo de su carrera ha competido tanto en el Campeonato de Francia de Carreras de Camiones y en el Campeonato de Europa de Carreras de Camiones (ETRC). Actualmente corre en el ETRC para el equipo Buggyra International Racing System conduciendo el Freightliner n.º 20.

## Trayectoria

### Lion Truck Racing
Téo Calvet debutó en las carreras de camiones en el Campeonato de Francia de Carreras de Camiones en el año 2017, a la pronta edad de 17 años, corriendo dos grandes premios para el equipo francés Lion Truck Racing. En el primero de ellos, en Nogaro, acabó en los puntos en las tres primeras carreras. No obstante, esas carreras, que fueron bastante meritorias teniendo en cuenta que se trataba de un jovencísimo piloto y que era su primer fin de semana de carreras, quedaron eclipsados por una excepcional actuación en la cuarta carrera del fin de semana, en la que se impuso saliendo desde la tercera posición. En el otro Gran Premio, en el Circuito de Albi, puntuó en tres carreras.
En 2018 el Lion le dio a Calvet un asiento para correr a tiempo completo el Campeonato de Francia junto al vigente campeón del campeonato, Anthony Janiec. Logró acabar cuarto con seis podios (todos segundos y terceros puestos). Además, ese año debutó en el ETRC corriendo el Truck Grand Prix de Nürburgring. Pese a que no pudo entrar en la zona de puntos, consiguió subirse al pódium en la  categoría de la Grammer Truck Cup.
Al año siguiente vuelve a correr el trofeo francés a tiempo completo, mejorando sus resultados, ya que finalizó tercero con 16 podios en 20 carreras, incluidas dos victorias. Además, se proclamó Campeón de Francia Junior ese año. En el ETRC vuelve a competir con el Lion en el TGP de Nürburgring, finalizando sin puntos pero con dos podios en la Grammer Truck Cup. Sus grandes actuaciones en el Campeonato de Francia hicieron que el equipo Buggyra International Racing System llamase a su puerta, ofreciéndole correr el ETRC con ellos a tiempo completo.

### Buggyra International Racing System
En 2020, debutó con el equipo checo en casa de este, en el Autódromo de Most. Pese a que el sábado fue un mal día (abandono por avería en la carrera 1 y puesto 11.º en la segunda) el domingo fue un gran día para Calvet, ya que obtuvo sus primeros puntos en el ETRC y lo acompañó con una victoria de categoría en la Grammer Truck Cup en la carrera 3. Más tarde corrió la cita inaugural del Campeonato de Francia de Carreras de Camiones en el Circuito de Nogaro. Terminó la jornada del sábado líder después de ganar la carrera 1 y de ser cuarto en la carrera 2. En la carrera tres fue tercero, mientras que  en la cuarta, en la que se vio involucrado en un accidente que le obligó a entrar en boxes y le hizo caer a la última posición, remontó hasta la sexta. Salió líder del campeonato tras las cuatro carreras. No obstante, la pandemia de COVID obligó a cancelar el campeonato debido a la falta de carreras.
Después corrió la segunda cita del Campeonato Holandés de Carreras de Camiones, ya que el ETRC suspendió las carreras en Zolder. Puntuó en tres carreras, y en una de ellas llegó al podium. Más tarde corrió la European Truck Racing Masters en el Circuito del Jarama. Su última participación del año fue la segunda prueba del ETRC, en el que consiguió su primer podio absoluto y cuatro más en la Copa Promotor, dos de ellos victorias. Más tarde, se canceló el campeonato debido a la crisis del coronavirus.

## Resultados

### Resultados en el Campeonato de Europa de Carreras de Camiones
| Año  | Camión       | N.º | Equipo            | 1       | 1      | 1     | 1     | 2     | 2     | 2     | 2     | 3      | 3      | 3      | 3      | 4      | 4      | 4      | 4      | 5       | 5     | 5     | 5     | 6     | 6     | 6       | 6       | 7   | 7   | 7   | 7   | 8   | 8   | 8   | 8   | Posición | Puntos |
| ---- | ------------ | --- | ----------------- | ------- | ------ | ----- | ----- | ----- | ----- | ----- | ----- | ------ | ------ | ------ | ------ | ------ | ------ | ------ | ------ | ------- | ----- | ----- | ----- | ----- | ----- | ------- | ------- | --- | --- | --- | --- | --- | --- | --- | --- | -------- | ------ |
| 2018 | MAN          | 20  | Lion Truck Racing | MIS     | MIS    | MIS   | MIS   | HUN   | HUN   | HUN   | HUN   | NUR 15 | NUR 18 | NUR 15 | NUR EX | SVK    | SVK    | SVK    | SVK    | MOS     | MOS   | MOS   | MOS   | ZOL   | ZOL   | ZOL     | ZOL     | LMS | LMS | LMS | LMS | JAR | JAR | JAR | JAR | 26.º     | 0      |
| 2019 | MAN          | 20  | Lion Truck Racing | MIS     | MIS    | MIS   | MIS   | HUN   | HUN   | HUN   | HUN   | SVK    | SVK    | SVK    | SVK    | NUR 14 | NUR 12 | NUR 14 | NUR 13 | MOS     | MOS   | MOS   | MOS   | ZOL   | ZOL   | ZOL     | ZOL     | LMS | LMS | LMS | LMS | JAR | JAR | JAR | JAR | 24.º     | 0      |
| 2020 | Freightliner | 20  | Buggyra           | MOS Ret | MOS 11 | MOS 7 | MOS C | HUN 6 | HUN 3 | HUN 8 | HUN 6 |        |        |        |        |        |        |        |        |         |       |       |       |       |       |         |         |     |     |     |     |     |     |     |     | -        | -      |
| 2021 | Freightliner | 20  | Buggyra           | HUN 9   | HUN C  | HUN 7 | HUN 7 | MOS 8 | MOS 2 | MOS 5 | MOS 6 | ZOL 7  | ZOL 3  | ZOL 7  | ZOL 3  | LMS    | LMS    | LMS    | LMS    | JAR Ret | JAR 8 | JAR 8 | JAR 1 | MIS 8 | MIS 2 | MIS Ret | MIS Ret |     |     |     |     |     |     |     |     | 8.º      | 88     |

### Resultados en la Promoter's Cup del ETRC
| Año  | Camión       | N.º | Equipo            | 1       | 1     | 1     | 1     | 2     | 2     | 2     | 2     | 3     | 3     | 3     | 3      | 4     | 4     | 4     | 4     | 5       | 5     | 5     | 5     | 6     | 6     | 6       | 6       | 7   | 7   | 7   | 7   | 8   | 8   | 8   | 8   | Posición | Puntos |
| ---- | ------------ | --- | ----------------- | ------- | ----- | ----- | ----- | ----- | ----- | ----- | ----- | ----- | ----- | ----- | ------ | ----- | ----- | ----- | ----- | ------- | ----- | ----- | ----- | ----- | ----- | ------- | ------- | --- | --- | --- | --- | --- | --- | --- | --- | -------- | ------ |
| 2018 | MAN          | 20  | Lion Truck Racing | MIS     | MIS   | MIS   | MIS   | HUN   | HUN   | HUN   | HUN   | NUR 5 | NUR 3 | NUR 8 | NUR EX | SVK   | SVK   | SVK   | SVK   | MOS     | MOS   | MOS   | MOS   | ZOL   | ZOL   | ZOL     | ZOL     | LMS | LMS | LMS | LMS | JAR | JAR | JAR | JAR | 14.º     | 19     |
| 2019 | MAN          | 20  | Lion Truck Racing | MIS     | MIS   | MIS   | MIS   | HUN   | HUN   | HUN   | HUN   | SVK   | SVK   | SVK   | SVK]   | NUR 5 | NUR 3 | NUR 4 | NUR 3 | MOS     | MOS   | MOS   | MOS   | ZOL   | ZOL   | ZOL     | ZOL     | LMS | LMS | LMS | LMS | JAR | JAR | JAR | JAR | 11.º     | 34     |
| 2020 | Freightliner | 20  | Buggyra           | MOS Ret | MOS 4 | MOS 1 | MOS C | HUN 2 | HUN 1 | HUN 2 | HUN 1 |       |       |       |        |       |       |       |       |         |       |       |       |       |       |         |         |     |     |     |     |     |     |     |     | -        | -      |
| 2021 | Freightliner | 20  | Buggyra           | HUN 3   | HUN C | HUN 2 | HUN 2 | MOS 1 | MOS 1 | MOS 1 | MOS 2 | ZOL 1 | ZOL 1 | ZOL 1 | ZOL 1  | LMS   | LMS   | LMS   | LMS   | JAR Ret | JAR 2 | JAR 1 | JAR 1 | MIS 1 | MIS 1 | MIS Ret | MIS Ret |     |     |     |     |     |     |     |     | 2.º      | 224    |

### Resultados en el Campeonato de Francia de Carreras de Camiones
| Año  | Camión       | N.º | Equipo            | 1     | 1     | 1     | 1     | 2     | 2     | 2     | 2     | 3      | 3       | 3     | 3     | 4     | 4     | 4       | 4       | 5       | 5     | 5     | 5     | 6     | 6     | 6     | 6     | Posición | Puntos |
| ---- | ------------ | --- | ----------------- | ----- | ----- | ----- | ----- | ----- | ----- | ----- | ----- | ------ | ------- | ----- | ----- | ----- | ----- | ------- | ------- | ------- | ----- | ----- | ----- | ----- | ----- | ----- | ----- | -------- | ------ |
| 2017 | MAN          | 20  | Lion Truck Racing | CHR   | CHR   | CHR   | CHR   | LCS   | LCS   | LCS   | LCS   | NOG 10 | NOG 7   | NOG 6 | NOG 1 | LMS   | LMS   | LMS     | LMS     | ALB Ret | ALB 8 | ALB 5 | ALB 3 |       |       |       |       | -º       | -      |
| 2018 | MAN          | 20  | Lion Truck Racing | LCS 4 | LCS 3 | LCS 2 | LCS 5 | NOG 3 | NOG 5 | NOG 3 | NOG 4 | MGC 4  | MGC Ret | MGC 3 | MGC 5 | CHR 5 | CHR 4 | CHR DNS | CHR DNS | LMS 4   | LMS 4 | LMS 4 | LMS 4 | ALB 6 | ALB C | ALB 5 | ALB 2 | 4.º      | 218    |
| 2019 | MAN          | 20  | Lion Truck Racing | LCS 3 | LCS 2 | LCS 3 | LCS 1 | NOG 4 | NOG 4 | NOG 4 | NOG 3 | CHR 3  | CHR 2   | CHR 3 | CHR 2 | LMS 2 | LMS 6 | LMS 3   | LMS 2   | ALB 3   | ALB 1 | ALB 3 | ALB 3 |       |       |       |       | 3.º      | 230    |
| 2020 | Freightliner | 20  | Buggyra           | NOG 1 | NOG 4 | NOG 2 | NOG 6 |       |       |       |       |        |         |       |       |       |       |         |         |         |       |       |       |       |       |       |       | -        | -      |
| 2021 | Freightliner | 20  | Buggyra           | CHR 1 | CHR 1 | CHR 1 | CHR 1 | NOG 2 | NOG 2 | NOG 1 | NOG 1 | ALB 1  | ALB 1   | ALB 1 | ALB 3 | LMS 6 | LMS 2 | LMS 2   | LMS 1   |         |       |       |       |       |       |       |       | 1.º      | 234    |

### Resultados en el Campeonato Holandés de Carreras de Camiones
| Año  | Camión       | N.º | Equipo  | 1   | 1   | 1   | 1   | 2     | 2     | 2       | 2     | Posición | Puntos |
| ---- | ------------ | --- | ------- | --- | --- | --- | --- | ----- | ----- | ------- | ----- | -------- | ------ |
| 2020 | Freightliner | 20  | Buggyra | LAU | LAU | LAU | LAU | ZOL 6 | ZOL 2 | ZOL DNS | ZOL 5 | -        | -      |

## Vida familiar
Téo Calvet es hijo del expiloto de camiones Fabien Calvet.